# 15-ös főút
15-es főút (früher 150-es főút) (tizenötös főút, ungarisch für ‚Hauptstraße 15‘) ist eine ungarische Hauptstraße. Im Wesentlichen parallel zu der Straße wurde die nunmehr vierstreifig ausgebaute Autobahn Autópálya M15 geführt.

## Verlauf
Die Straße zweigt in Mosonmagyaróvár (Wieselburg-Ungarisch-Altenburg) von der 1-es főút (Hauptstraße 1) nach Nordwesten ab, verläuft über Rajka (Ragendorf) zur ungarisch-slowakischen Grenze und bildet in der Slowakei einen Teil der Cesta I. triedy 2, die über Rusovce nach Bratislava führt.
Die Gesamtlänge der Straße beträgt 16 Kilometer.